# Come Dancing with The Kinks
Come Dancing with The Kinks: The Best of The Kinks 1977-1986 is een verzamelalbum van de Britse rockband The Kinks uit 1986. Het album bevat studio- en livemateriaal.

## Tracks
- "You Really Got Me" #
- "Destroyer"
- "(Wish I Could Fly Like) Superman"
- "Juke Box Music"
- "A Rock 'N' Roll Fantasy"
- "Come Dancing"
- "Do It Again"
- "Better Things"
- "Lola" #
- "Low Budget"
- "Long Distance"
- "Heart of Gold"
- "Don't Forget to Dance"
- "Living on a Thin Line"
- "Father Christmas"
- "Celluloid Heroes" #

Opnamen: 1977 t/m 1984, liveversies zijn aangeduid met #.
Mick Avory · Dave Davies · Ray Davies

John Dalton · Gordon Edwards · Ian Gibbons · John Gosling · Bob Henrit · Andy Pyle · Pete Quaife · Jim Rodford